# Limnia claripennis
Limnia claripennis är en tvåvingeart som först beskrevs av Robineau-desvoidy 1830.  Limnia claripennis ingår i släktet Limnia och familjen kärrflugor.
Artens utbredningsområde är Frankrike. Inga underarter finns listade i Catalogue of Life.